# USS Nicholson (DD-442)
Lo USS Nicholson (codice e numero d'identificazione DD-442) è stato un cacciatorpediniere della United States Navy, appartenente alla classe Benson ed entrato in servizio nel giugno 1941. Durante la seconda guerra mondiale combatté dapprima nel teatro di guerra del Mar Mediterraneo, poi sul fronte dell'Oceano Pacifico. Il 15 gennaio 1951 fu ufficialmente ceduto alla ricostituita flotta da guerra italiana (Marina Militare), ribattezzato Aviere con distintivo ottico D 554 e, con un altro cacciatorpediniere ex statunitense – rinominato Artigliere – costituì la classe Artigliere.
Il vecchio Nicholson mantenne la dotazione d'artiglieria su quattro cannoni da 127/38 mm, costituendo una preziosa aggiunta all'arma navale italiana postbellica anche grazie agli aggiornamenti delle nuove apparecchiature elettroniche per la direzione del tiro.

## Servizio operativo

### United States Navy
La costruzione dell'unità è stata realizzata nell'arsenale di Boston, dove il suo scafo venne impostato il 1º novembre 1939; la nave, varata il 31 maggio 1940, è entrata in servizio il 3 giugno 1941.

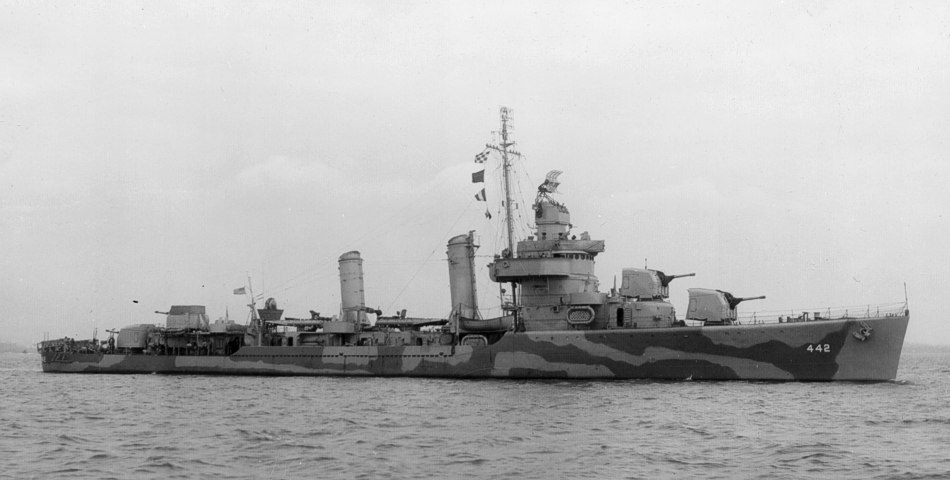
La nave nel 1942

Dopo le prove la nave venne inviata in zona d'operazioni nell'Atlantico settentrionale. L'unità prese parte all'operazione Torch, ovvero lo sbarco alleato in Nordafrica, quindi allo sbarco a Biserta e all'assalto iniziale dello sbarco a Salerno. Dopo cinque mesi trascorsi nel Mar Mediterraneo fece ritorno negli USA per preparare la nave al reimpiego nel Pacifico. Nel giugno del 1944 lasciò il porto di New York diretto in Nuova Guinea. Durante la riconquista del porto di Seeadler ricevette alcuni colpi da una batteria costiera di Hanwei; i proiettili centrarono il locale di travaso delle munizioni N° 2, uccidendo tre marinai e ferendone altri quattro, ma la batteria non poté vantare altri centri, essendo stata spazzata via dai cannonieri della nave.
Nell'agosto del 1944 il Nicholson si unì alla 3ª Flotta presso le isole Marshall, per partecipare, come scorta alle portaerei, agli attacchi alle isole Bonin (Iwo Jima), a Formosa e nelle Filippine, dove appoggiò lo sbarco a Palau. Quindi con la 7ª Flotta appoggiò lo sbarco nel Golfo di Leyte e partecipò anche alla successiva battaglia contro le forze di interdizione giapponesi. Inviato a Seattle per lavori e revisioni fece ritorno in zona d'operazioni nel febbraio del 1945, per partecipare allo sbarco di Okinawa. Il Nicholson, nonostante l'intenso impiego, non venne mai colpito da kamikaze, in compenso salvò gli equipaggi dei cacciatorpediniere USS Little e USS Morrison, entrambi affondati dagli aerei suicidi. La cessazione delle ostilità con il Giappone lo trovò al largo dell'isola di Honshū. Il 29 agosto 1945 fece ingresso nella Baia di Sagami ed il 15 settembre successivo nella baia di Tokyo. Il 6 novembre 1945 venne fatto rientrare in patria nella base di Charleston. Poco prima della fine dell'anno entrò nella flotta di riserva per essere radiato definitivamente il 26 febbraio 1946, ed essere impiegato come unità di riserva per l'addestramento.

### Marina Militare
La nave il 15 gennaio 1951 venne ceduta all'Italia, ribattezzata "Aviere" con il distintivo ottico AV e successivamente all'entrata dell'Italia nella NATO ebbe il distintivo ottico D 554.
La nave effettuò attività di squadra, partecipando anche a diverse esercitazioni in ambito NATO, fino al 1970, quando venne classificata Nave Esperienza per la sperimentazione di sistemi che negli anni successivi sarebbero state imbarcate a bordo di numerose unità navali italiane ed estere ed ebbe il nuovo distintivo ottico A 5302.
Tra i sistemi d'arma sperimentati il nuovo cannone da 127/54mm dell'OTO Melara, imbarcato a prora, e successivamente sostituito da un modello di lanciabas antisom automatico a canna singola. A poppa venne invece montata una particolare versione del 76/62mm Compatto dotata di un sistema per la direzione locale del tiro, poi non adottato nella configurazione definitiva del pezzo che fu il progenitore dell'attuale Otobreda 76/62. Fra i due fumaioli venne sistemato il lanciatore ad otto celle per il nuovo sistema missilistico superficie-aria a corto raggio Sea Sparrow con le relative apparecchiature di guida, che sarebbero state in seguito integrate in un sistema che avrebbe permesso anche l'asservimento dei pezzi d'artiglieria. La nave venne definitivamente radiata il 1º settembre 1975.

## Nome
Questa fu la seconda unità a portare il nome Aviere. La prima unità era stata il cacciatorpediniere Classe Soldati I serie, costruito dai Cantieri OTO Melara di Livorno, varato il 19 settembre 1937 ed entrato in servizio il 31 agosto 1938, che nel corso della Seconda guerra mondiale dopo avere effettuato 41 missioni di scorta e 16 di ricerca del nemico fu affondato il 17 dicembre 1942 da un siluro del sommergibile inglese HMS Splendid, mentre insieme alla gemella Camicia Nera scortava la motonave tedesca Ankara sulla tratta Napoli - Biserta. L'Aviere manovreò facendo da scudo alla motonave tedesca e il suo comandante il capitano di vascello Ignazio Castrogiovanni che durante l'affondamento cedette il suo posto sulla zattera di salvataggio ad un marinaio, inabissandosi con l'unità venne decorato di Medaglia d'Oro al Valor Militare alla memoria. Attualmente nella Marina Militare è in servizio con il nome Aviere un pattugliatore di squadra della Classe Soldati.